# Cryptocarya maclurei
Cryptocarya maclurei Merr. – gatunek rośliny z rodziny wawrzynowatych (Lauraceae Juss.). Występuje naturalnie w południowo-wschodnich Chinach – w prowincji Guangdong oraz w regionie autonomicznym Kuangsi. 

## Morfologia
PokrójZimozielone drzewo dorastające do 20 m wysokości. Kora ma szaroczarniawą barwę. Gałęzie są mniej lub bardziej szorstkie. Młode pędy są bardzo owłosione.
LiścieNaprzemianległe. Mają kształt od podłużnego do podłużnie owalnego. Mierzą 5–12 cm długości oraz 2–5 cm szerokości. Od spodu mają szarawą barwę. Nasada liścia jest klinowa. Blaszka liściowa jest o krótko spiczastym wierzchołku. Ogonek liściowy jest owłosiony i dorasta do 12–15 mm długości.
OwoceMają kulisty kształt, są nagie, osiągają 1,5 cm średnicy, mają czarną barwę.

## Biologia i ekologia
Rośnie w wiecznie zielonych lasach. Występuje na wysokości do 1000 m n.p.m. Owoce dojrzewają od sierpnia do lutego.